# 斯蒂芬·奥斯瓦尔德
斯蒂芬·斯科特·奥斯瓦尔德（Stephen Scot Oswald，1951年6月30日—）是一位美国宇航员。

## 基本数据
奥斯瓦尔德虽然出生于西雅图，但是他将华盛顿州的百灵汉姆看作是自己的家乡。奥斯瓦尔德已婚并有三个孩子。

## 教育
1969年奥斯瓦尔德从百灵汉姆高校毕业，1973年他在美国海军学院获得航空工程硕士学位。

## 组织和奖赏
奥斯瓦尔德曾经参加童军并获得奖赏。
奥斯瓦尔德是试验飞行员协会、太空探测员协会、海军预备队协会和卖国航空和航天研究所的成员。
奥斯瓦尔德获得了优秀退伍军人奖章、杰出飞行十字奖章、卓越服務勳章、海军荣誉勋章（两次）、美国国家航空航天局杰出领导勋章、美国国家航空航天局优异服务勋章（两次）、美国国家航空航天局航天勋章（三次）和其它旬多荣誉。

## 海军生涯
1974年9月奥斯瓦尔德成为海军飞行员，他在A-7攻擊機上受训练后从1975年至1977年在中途岛号航空母舰上服役。1978年奥斯瓦尔德进入美国海军试验飞行员学校。毕业后他留在海军航空试验中心至1981年进行A-7和F/A-18黃蜂式戰鬥攻擊機飞行质量、性能、推进等的试验工作。此后他成为F/A-18的教练员以及在珊瑚海号航空母舰上任弹射官。退役后他成为西屋電器公司的试验飞行员。直到1988年为止奥斯瓦尔德准将作为预备役成员依然飞行RF-8和A-7飞机。1988年他转入海军太空预备队。在这段时间里他有过三个不同的任务，其中最后一个是五角大楼海军太空系统师海军太空预备队的指挥官。2000年和2001年他任驻华盛顿联合特遣部队电脑网络部门的副指挥官。目前他是五角大楼海军作战需求项目副指挥官的预备副指挥官。他共飞行过40多种不同的飞机，飞行时间达7000小时以上。